# Зноско, Ян
Ян Зно́ско (пол. Jan Znosko, 1772—1833) — польский экономист и философ логик, профессор Виленского университета.
В 1802—1815 учитель в Гродно. С 1815 профессор философии в Виленском университете; преподавал политическую экономию.
Один из первых ознакомил польское общество с началами политической экономии, опубликовал „Nauka ekonomii politycznej podług układu Adama Smith“ (Вильно, 1811) и „Rozprawa o ekonomii politycznej, jéj historyi i systematach“ (1816). Первая из них представляет собой изложение труда Адама Смита «Исследование о природе и причинах богатства народов» (1776) и долгие годы заменяла перевод, появившийся только в 1954 году.
Издал также польский перевод логики Кондильяка (Вильно, 8 изд. 1819).

## Сочинения
- Nauka Ekonomii polityczney podług układu Adama Smith. Przez Jana Znosko w krótkości zebrana. Wilno, 1811.
- Rozprawa o ekonomii politycznej, jéj historyi i systematach, 1816.
- Зноско, Ян // Энциклопедический словарь Брокгауза и Ефрона : в 86 т. (82 т. и 4 доп.). — СПб., 1890—1907.